# Katakolo
Katakolo  este un oraș în Grecia în Prefectura Arcadia.